# Napeanthus reitzii
Napeanthus reitzii là một loài thực vật có hoa trong họ Tai voi. Loài này được (L.B. Sm.) Burtt ex Leeuwenb. mô tả khoa học đầu tiên năm 1958.